# Odkształcenie plastyczne
Odkształcenie plastyczne – odkształcenie, które nie ustępuje po usunięciu naprężenia, które je wywołało.
Może zachodzić poprzez:
- poślizg
- bliźniakowanie.